# Publius Valerius Comazon
Publius Valerius Comazon Eutychianus (overleden 222) was een Romeinse generaal en bondgenoot van keizer Elagabalus. Na de verheffing in 217 van Macrinus tot keizer orkestreerde Comazon een opstand onder het in Raphana gelegerde Derde Legioen om zo te helpen de troon voor Elagabalus, die was gelinkt aan de Severiaande dynastie, te verzekeren. Comazon werd later met verschillende belangrijke ambten beloond, dit met inbegrip van prefect van de lijfwacht van Elagabalus, die bekendstond als de pretoriaanse garde. In 220 werd Comazon consul. In 220, 221 en 222 bekleedde hij een ongekende drie opeenvolgende mandaten als Praefectus urbi.
Elagabalus bleek een zeer impopulaire heerser. Na amper vier jaar in functie werd hij op achttienjarige leeftijd door leden van de pretoriaanse garde vermoord, die vervolgens Elagabalus' neef Alexander Severus in zijn plaats tot keizer verhieven. Eutychianus was een van degenen die in de nasleep van de moord op Elagabalus door de pretorianen werd opgejaagd en vermoord.